# Pumsavana

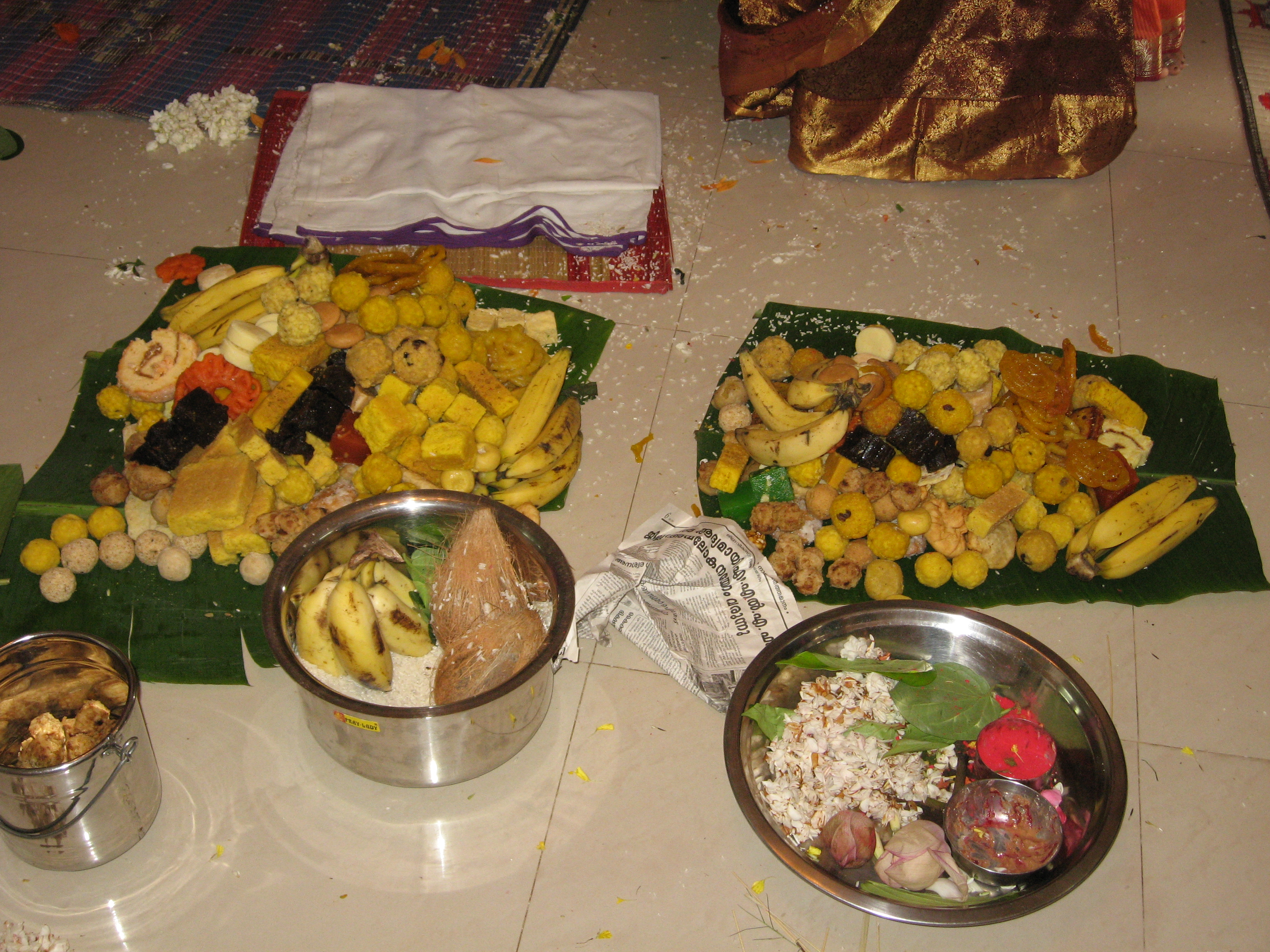

Le pumsavana (sanskrit: पुंसवन) est une cérémonie de l'hindouisme concernant la femme enceinte. Il fait partie des samskaras, les rites religieux de cette foi. Il est exécuté entre le troisième et le quatrième mois et a pour but d'avoir un enfant mâle afin de poursuivre la lignée familiale au mieux selon les croyances des fidèles. La femme enceinte doit jeûner toute une journée puis la nuit venue réciter certains hymnes et réaliser une cérémonie spéciale avec du jus de banane, le tout sous l'influence d'une constellation astrologique masculine. D'autres traditions remplacent le jus de banane par l'absorption de gâteaux sucrés. Tous les samskaras impliquent des dons au temple et des cérémonies religieuses avec le feu. 